# Jorge Acropolita
Jorge Acropolita (1217/1220 – 1282), (Em grego:Γεῶργιος Ἀκροπολίτης, Georgios Akropolitês), foi um escritor, teólogo e historiador e estadista bizantino nascido em Constantinopla. Escreveu numerosos estudos teológicos, vidas de santos, orações fúnebres e uma Crónica, de importância documental porque relata em detalhe a história do império bizantino grego desde a queda de Constantinopla em 1204 e a retirada para Niceia, até ao retorno do imperador à sua capital no Bósforo no ano 1261.
Seu filho, Constantino Acropolita, também era historiador e estadista.